# Elasmus longifasciativentris
Elasmus longifasciativentris är en stekelart som beskrevs av Girault 1922. Elasmus longifasciativentris ingår i släktet Elasmus och familjen finglanssteklar. Inga underarter finns listade i Catalogue of Life.